# Metaiurus kadleci
Espèce
Synonymes
- Iurus kadleci Kovařík, Fet, Soleglad & Yağmur, 2010

Metaiurus kadleci est une espèce de scorpions de la famille des Iuridae.

## Distribution
Cette espèce est endémique de Turquie. Elle se rencontre dans les provinces d'Antalya et de Mersin.

## Description
La femelle holotype mesure 97,00 mm et le mâle paratype 92,20 mm.

## Systématique et taxinomie
Cette espèce a été décrite sous le protonyme Iurus kadleci par Kovařík, Fet, Soleglad et Yağmur en 2010. Elle est placée dans le genre Protoiurus par Soleglad, Fet, Kovařík et Yağmur en 2012 puis dans le genre Metaiurus par Parmakelis, Dimitriadou, Evdokia, Gkigkiza, Stathi, Fet, Yağmur et Kovařík en 2022.

## Étymologie
Cette espèce est nommée en l'honneur de l'entomologiste Stanislav Kadlec (1948-2008).

## Publication originale
- Kovařík, Fet, Soleglad & Yağmur, 2010 : « Etudes on iurids, III. Revision of the genus Iurus Thorell, 1876 (Scorpiones: Iuridae), with a description of two new species from Turkey. » Euscorpius, no 95, p. 1−212 (texte intégral).